# Mel Thomson
Melanie «Mel» Thomson es una microbióloga y comunicadora científica británica residente en Victoria (Australia). Es directora general de Educación, Habilidades y Eventos del Medical Technologies and Pharmaceuticals Growth Centre.

## Trayectoria
Thomson fue a la Escuela Primaria Macclesfield y a la Escuela Secundaria Caulfield Grammar School. Obtuvo una Licenciatura con honores en Microbiología en la Universidad de Melbourne en 1998. Trabajó como asistente de investigación en el hospital Great Ormond Street, desarrollando tratamientos para paliar las alergias a los cacahuetes que ponen en peligro la vida. Completó un doctorado financiado por el Consejo de Investigación en  Biotecnología y Ciencias Biológicas de la Universidad de York en 2009, trabajando con la especie neisseria.
Entre 2009 y 2011, estuvo en el Instituto Leeds de Medicina Molecular, trabajando con Jean Crabtree. Estableció su propio laboratorio en la Universidad de Deakin y en el Centro Geelong para Enfermedades Infecciosas Emergentes en 2011. Thomson comenzó a aportar fondos para la investigación académica, liderando dos exitosas campañas: Mighty Maggots y Hips for Hipsters.. Participó en I'm A Scientist, Get Me Out of Here en 2013. En 2014 le diagnosticaron esclerosis múltiple y desde entonces se ha convertido en defensora de los pacientes. Se incorporó al Medical Technologies and Pharmaceuticals Growth Centre (MTPConnect) en 2016 como directora general de Educación. MTPConnect es un centro de desarrollo de tecnología médica y farmacéutica.

## Activismo
Es miembro fundador de Women in Science Australia. Acusó al prominente astrofísico Lawrence Krauss de tocar el pecho de una mujer durante la Convención Anual de Escépticos Australianos en Melbourne en noviembre de 2016 y presentó una queja por acoso sexual ante su empleador, la Universidad Estatal de Arizona, que tuvo éxito en última instancia en combinación con otras múltiples acusaciones de acoso, que finalmente, lograron que fuera relevado de la dirección del Origins Institute y apartado de la Universidad. En septiembre de 2018, levantó una polémica al referirse al personal de Qantas como "trolly dollys" en un tuit, después de que se refirieran a ella como "Miss" en lugar de "Doctor".

## Reconocimientos
Thomson fue finalista del Premio Telstra Victorian Public Sector and Academia en 2017. El mismo año obtuvo el Premio de Liderazgo en los Premios Geelong para personas con discapacidad.